# 구글 헬스
구글 헬스(Google Health)는 핏비트를 비롯한 다양한 기능과 통합을 포함하여 구글의 건강 및 웰빙 이니셔티브를 아우른다. 구글 헬스는 의사, 병원, 약국을 직접 연결하기 위해 개인 건강 정보 저장소를 구축하려는 시도로 2008년에 시작되었다. 구글 헬스 프로젝트는 2012년에 중단되었지만, 구글 헬스 포트폴리오는 2018년에 재설립된 후 2022년에는 별개의 부서가 아닌 "노력"으로 재정의되었다.
2024년 현재 구글 헬스는 다른 구글 제품 전반에 걸친 다양한 기능과 MEDITECH Expanse와 같은 타사 전자의무기록을 위한 구글 클라우드 스튜디오 통합을 설명한다.

## 역사

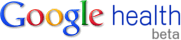
이전 구글 헬스 베타 로고

### 2008–2012
구글 헬스는 2008년부터 2012년까지의 서비스 버전 이름으로, 구글 사용자가 의료 기록을 수동으로 또는 제휴된 건강 서비스 제공업체 계정에 로그인하여 구글 헬스 시스템에 자발적으로 제공함으로써 잠재적으로 분리된 건강 기록을 하나의 중앙화된 구글 헬스 프로필로 통합할 수 있도록 했다. 자발적으로 제공된 정보에는 "건강 상태, 약물, 알레르기, 실험실 결과"가 포함될 수 있었다. 일단 입력되면 구글 헬스는 이 정보를 사용하여 사용자에게 통합된 건강 기록, 상태 정보, 약물, 상태 및 알레르기 간의 가능한 상호 작용을 제공했다. 구글 헬스의 API는 진료 연속성 기록의 하위 집합을 기반으로 했다.
원래 구글 헬스는 2006년 중반부터 전 최고 건강 전략가 로니 자이거의 지휘 아래 개발 중이었다. 2008년, 이 서비스는 클리블랜드 클리닉의 환자 1,600명을 대상으로 2개월간의 시범 테스트를 거쳤다. 2008년 5월 20일부터 구글 헬스는 베타 테스트 단계의 서비스로 일반에 공개되었다. 2010년 9월 15일, 구글은 새로운 모습과 느낌으로 구글 헬스를 업데이트했다.
2011년 6월 24일, 구글은 구글 헬스를 2012년 1월 1일에 중단한다고 발표했다. 데이터는 2013년 1월 1일까지 다운로드할 수 있었다. 구글이 프로젝트를 포기한 이유는 광범위한 채택 부족이었다. 2012년, 로니 자이거는 구글을 떠났다.

### 2018–2021
2018년의 구글 헬스는 2008년부터 2012년까지의 웹 서비스와는 달리 구글 내에서 운영되는 팀의 이름이었다.
2018년, "토스카나"라는 코드명의 과정 중에 회사 전체의 팀들이 새로운 구글 헬스 그룹으로 합쳐졌다. 여기에는 인공지능 연구팀인 구글 브레인과 딥마인드, 그리고 구글이 2014년에 인수한 커넥티드 홈 회사인 네스트 랩스의 건강 팀이 포함되었다.
2018년 11월부터 데이비드 파인버그가 책임자로 임명되었다. 2019년에는 검색 가능한 의료 기록을 늘리고 "구글과 유튜브 전체에서 건강 관련 검색 결과의 품질을 향상시키겠다"고 발표했다. 구글 헬스는 또한 건강 관련 인공지능 연구, 임상 도구, 기타 의료 도구 및 서비스 파트너십에 중점을 두는 것으로 보였다.
2018년 후반에 구글은 의료 부문 노력을 재편했고, 그 결과 딥마인드 헬스가 구글 헬스의 일부가 되었다. 그들은 미국 대형 가톨릭 의료 시스템인 어센션과의 파트너십인 프로젝트 나이팅게일이라는 비공개 프로젝트를 시작했다. 이 프로젝트는 2018년 11월에 고용된 데이비드 파인버그가 이끌었으며, 그의 감독에는 구글 핏, 구글 검색의 건강 관련 기능, 의료 사업을 위한 구글 워크스페이스, AI 기반 건강 연구 제공, 그리고 알파벳 자회사인 딥마인드 헬스, 베릴리, 캘리코가 포함되었다. 2019년 HLTH 의료 컨퍼런스에서 파인버그는 구글 헬스가 전자의무기록 (EHR)의 검색 기능 개선과 플랫폼 전반의 건강 관련 검색 결과 개선을 위해 노력하고 있다고 발표했다.
2020년에는 네 가지 중점 영역이 있었다.
1. 소비자 도구 : 권위 있는 정보를 제공하기 위한 검색 및 지도 작업이 포함되었다. 이 그룹은 2021년에 구글 헬스에서 공식적으로 분리되어 검색 부서와 핏비트 부서로 분할되었다.[22]
2. 임상의 도구 : 의사 및 임상의와의 파트너십
3. 영상 및 진단
4. 연구 그룹

2021년에는 영상, 진단 및 연구 그룹이 헬스 AI 그룹으로 통합된 것으로 보였다.
구글 헬스는 어센션 및 스탠포드 메디슨과 같은 대형 의료 시스템과의 협약을 체결했지만, CVS 헬스 및 게이츠 재단을 포함한 다른 주요 의료 회사 및 기관과의 협상은 "중간에 무산되었다"고 보도되었다.
2020년 2월, 구글 헬스에는 500명 이상의 직원이 있었다. 2021년 8월, 구글은 건강 프로젝트와 팀을 재편성했다. 구글 헬스는 오늘날 구글의 최고 건강 책임자인 카렌 데살보가 이끄는 "전사적 노력"으로 계속 운영되고 있다.
2023년, 구글은 "오늘날 구글 내에는 '구글 헬스케어' 부서나 플랫폼이 없다"고 밝혔다. 동시에, 비회사 파트너들이 공개적으로 "구글 헬스"라고 언급한 플랫폼 제공에 대한 보고가 있었다. 이것은 현재 구글 케어 스튜디오를 지칭하는 것으로 알려져 있다.

#### 핏비트와 소비자 건강
2019년 11월, 구글은 핏비트 인수를 발표했으며, 회사는 "핏비트의 건강 및 웰빙 데이터는 구글 광고에 사용되지 않을 것"이라고 덧붙였다. 유럽 데이터 보호 위원회는 2020년 2월에 대량 데이터 집계에 대한 개인 정보 보호 우려를 표명했다. 2020년 8월, EU 규제 당국은 이 거래에 대한 반경쟁 조사 계획을 발표했다. 인수는 2021년 1월에 완료되었다. 2021년 후반에 구글 헬스의 소비자 건강 노력의 일부가 공식적으로 핏비트 부서로 이전되었다.
사용자가 건강 기록을 평가하고 다른 사람들과 공유할 수 있는 개인 건강 기록 앱이 2021년에 개발 및 실제 테스트 중인 것으로 보였다.

#### 코로나19 범유행
"구글 헬스 수명 중 4분의 1은 코로나바이러스 팬데믹 기간에 보냈다. 이는 검색 목표, 보건 당국과의 파트너십, 회사 전반의 협력을 집중하는 데 도움이 되었다"고 최고 건강 책임자 카렌 데살보는 2020년 8월에 말했다. 그녀는 유튜브, 지도, 구글 어시스턴트, 구글 검색이 소비자의 의료 경험을 안내하는 것을 목표로 하며, 이를 "발견에서 행동으로의 경로"라고 불렀다. 여기에는 지역 검사소 검색, 의사 찾기, 예약 설정 등이 포함되었다.
2020년 4월, 구글 헬스 제품 관리 책임자인 줄리 블랙은 의료 사업을 위한 구글 지도에 가상 진료 항목을 발표했다. "긴급 진료" 검색은 Live Health Online, AmWell 및 Doctor on Demand와 같은 널리 사용되는 가상 진료 플랫폼도 보여줄 것이다.
2020년 8월, 구글은 원격 의료 회사인 AmWell과의 파트너십과 투자를 발표했다. 두 회사는 인공지능 및 협업 도구를 포함한 원격 의료를 위한 기술 역량을 활용하는 것을 목표로 한다. 구글 클라우드는 또한 Amwell에 1억 달러를 투자할 것이다.

##### ENS (Exposure Notifications System)
2020년, 애플과 구글은 사용자에게 노출 알림을 가능하게 하는 운영 체제 변경을 발표했다. 최고 건강 책임자인 캐런 데살보는 개인 정보 보호 문제로 인해 GPS 위치 추적이 아닌 블루투스 기반 근접 신호를 사용하는 접근 방식을 채택했다고 언급했다. 영국에서는 NHS가 개발한 앱이 채택되어 170만 건의 노출 알림이 발생했다. 그러나 2022년 현재, 미국 대부분의 주에서 애플과 구글의 노출 알림 시스템을 사용하는 앱의 채택률은 한 자릿수를 넘지 못했다.
다른 국가들은 구글 프레임워크를 사용하지 않고 위치 추적을 선택했다. 대신 일부 국가는 이전에 공중 보건 비상 사태를 위해 특별히 제정된 법률을 통해 정부 당국의 위치 추적 및 거래 데이터베이스 사용을 허용했다. 대한민국에서는 휴대전화 위치 데이터를 사용하여 이태원의 대량 노출 사건 근처에 있던 6만 명의 사람들을 식별했다. 영향을 받은 개인들에게 통보되었고, 일부는 자가격리를 요청받았으며, 그 결과 노출로 인한 사례는 246건에 불과했다. 사생활 옹호론자들은 이러한 위치 데이터 사용에 대해 우려를 표명했다.

#### 구글 헬스 스터디
2020년 말, 구글은 안드로이드 폰용 구글 헬스 스터디 앱을 출시하며, 애플의 ResearchKit 및 Research 앱과 경쟁하는 것으로 보였다. 헬스 스터디 앱의 첫 연구는 코로나19와 같은 호흡기 질환에 중점을 둔다. 구글은 헬스 스터디 앱의 개인 정보 보호 및 보안을 개선하기 위해 연합 학습을 배포했다.
구글 헬스 스터디 앱은 경쟁사인 애플 리서치 앱이 실수로 요청보다 많은 건강 데이터를 수집했다는 소식이 전해지는 가운데 출시되었다. 애플 연구는 의도치 않게 30일치 추가 데이터를 수집했으며, 이는 연구의 일부로 요청되지 않은 데이터였다. 연구 참가자들에게 보낸 이메일에 따르면, 추가 데이터는 삭제되었으며 애플이 접근한 적이 없다고 한다.

#### 구글 케어 스튜디오
2023년 3월, 전자의무기록 회사인 MEDITECH의 CEO는 구글 헬스를 "검색 및 요약 기능"을 포함한 제품이라고 언급했다. 그 달 후반에 구글 헬스와 MEDITECH는 구글 케어 스튜디오 제품을 MEDITECH의 최신 EHR 제품인 Expanse에 통합하기 위한 파트너십을 발표했다.

## 파트너십
구글 헬스의 현재 파트너로는 아폴로 병원, 아라빈드 안과 병원, 어센션, CIDRZ, 메이요 클리닉, 노스웨스턴 메디슨, 라자비티 병원, 산카라 네트랄라야, 스탠포드 메디슨이 있다.
원래 구글 헬스(2008-2012)는 다른 많은 구글 제품과 마찬가지로 소비자에게 무료로 제공되었다. 그러나 다른 구글 서비스와는 달리 헬스에는 광고가 포함되지 않았다. 구글은 이 서비스로 수익을 창출할 계획을 밝히지 않았지만, 월스트리트 저널 기사는 구글이 "미래를 위해 (광고를) 배제하지 않았다"고 보도했다. 구글은 2007년에 미국 특허 출원 #20070282632 "전자 의료 기록 시스템에서 광고를 제공하는 방법 및 장치"를 출원했다.
구글 헬스(2008년부터 2012년까지)는 다음 파트너로부터 의료 및 약물 처방 정보를 가져왔다: 올스크립츠, 안비타 헬스, 베스 이스라엘 집사 의료 센터, 매사추세츠 블루 크로스 블루 쉴드, 클리블랜드 클리닉, CVS 케어마크, Drugs.com, Healthgrades, 롱스 드럭스, 메드코 헬스 솔루션즈, 퀘스트 진단, RxAmerica, 월그린. 2010년 1월, 위딩스 와이파이 바디 체중계는 구글 헬스 사용자가 자신의 체중 및 기타 데이터를 온라인 프로필에 원활하게 업데이트할 수 있도록 했다. 건강 기록이 다른 제공업체에 있는 사용자는 데이터를 수동으로 입력하거나 구글 헬스 파트너에게 서비스 비용을 지불해야 했다. MediConnect Global은 그러한 파트너 중 하나였다. 수수료를 받고 전 세계에서 사용자의 의료 기록을 검색하여 프로필에 추가했다.
2009년, 추가 편의성에 대한 요구에 부응하여 구글 헬스는 원격 의료 상담 중 공유된 데이터를 온라인 건강 기록에 동기화할 수 있도록 원격 의료 제공업체와 관계를 구축하기 시작했다. MDLiveCare 및 Hello Health와 파트너십을 맺었다.

## 개인정보 문제
원래 구글 헬스는 옵트인 서비스였다. 즉, 개인이 자발적으로 제공한 의료 정보만 접근할 수 있었다. 개인의 명시적인 동의와 조치 없이는 개인 의료 기록의 어떤 부분도 검색하지 않았다. 그러나 사용자가 다른 개인을 위한 프로필을 설정하도록 권장했다. 서비스 약관에 따르면, 구글 헬스는 1996년 건강 보험 이동성 및 책임법에 따라 "보장 대상 기관"으로 간주되지 않는다. 따라서 HIPAA 개인 정보 보호법은 적용되지 않는다.
2008년, 원래 구글 헬스의 출시를 다룬 기사에서 뉴욕 타임스는 개인 정보 보호 문제를 다루며 "환자들이 대형 기술 회사에 개인 건강 정보가 보관될 경우 안전하지 않을 수 있다는 불안감 때문에 구글 건강 기록을 기피하지는 않은 것으로 보인다"고 말했다. 다른 사람들은 구글 헬스가 인간 상호 작용이 줄어들기 때문에 현재의 "종이" 건강 기록 시스템보다 더 사적일 수 있다고 주장한다.

### 딥마인드 헬스와 NHS
2017년, 구글 소유의 회사인 딥마인드는 영국 정보 위원회 사무국에 따르면 영국의 데이터 보호법을 준수하지 않은 것으로 밝혀졌다. 딥마인드의 건강 부서는 2016년 초에 설립되었다. 딥마인드는 임페리얼 칼리지 헬스케어 NHS 트러스트의 도미니크 킹과 아라 다르지 남작이 개발한 하크(Hark)라는 작업 관리 앱을 인수했다. 딥마인드 헬스는 또한 NHS 로열 프리 병원과 함께 급성 신장 손상 환자를 모니터링하는 데 도움이 되는 Streams라는 앱을 개발하고 있었다. ICO는 환자들이 자신의 데이터가 어떻게 사용되는지에 대해 제대로 통보받지 못했다고 밝혔다. 딥마인드 헬스 팀은 2018년 11월 구글의 데이비드 파인버그 임명을 주목했으며, 나중에 2019년 말에 공식적으로 구글 헬스에 합류했다.

### 시카고 대학교
2019년 6월, 시카고 대학교, 그 의료 센터, 그리고 구글은 환자 기록 공유에 대한 잠재적 집단 소송에 휘말렸다. 연방 판사는 2020년 9월 4일 환자 데이터 개인 정보 보호 소송을 기각했다. 이 집단 소송은 원고인 매트 다이너스틴이 제기했으며, 변호사 제이 에델슨이 대리했다.
시카고 대학교는 집단 소송 변호사 에델슨이 경쟁 회사인 Quant HC의 투자자로서 잠재적인 이해 상충이 있다고 지적했다. 2019년에 제출된 법적 동의서에 따르면, 에델슨과 그의 변호사 파트너들은 에델슨의 배우자이자 시카고 대학교 의사인 에델슨 부인이 설립한 회사인 Quant HC에 "자금을 지원하고, 조직하고, 임원 및 이사로 재직했다"고 주장된다. Quant HC는 ECART라는 의료 소프트웨어를 생산했으며, 2012년 설립 당시 에델슨과 그의 아내로부터 60만 달러의 초기 투자를 받았다.

### 어센션 헬스
2018년에 프로젝트 나이팅게일은 미국 최대 의료 시스템 중 하나인 어센션과 파트너십을 시작했다. 어센션 헬스 시스템과 구글은 이 파트너십에 인프라 현대화, 생산성 및 협업 도구로의 전환, 의사와 간호사를 위한 인공지능/기계 학습 애플리케이션 및 도구 탐색이 포함된다고 설명했다.
2019년 11월, 구글 엔지니어들이 제품을 개발하는 과정에서 어센션이 보유한 의료 기록에 접근한 것으로 보고되었으며, 그 결과 미국 정부는 이 파트너십에 대한 조사를 시작했다. 2019년 12월부터 2020년 3월까지 미국의 상원의원 그룹은 프로젝트에 대한 추가 정보와 민감한 건강 정보가 어떻게 보호되었는지에 대해 질문했다.
그러나 법률 전문가들은 구글과 어센션 간의 비즈니스 협력 계약이 HIPAA가 허용하는 범위 내에 있으므로 HIPAA 연방 개인 정보 보호법 위반은 실제로 없었을 것이라고 지적했다. 다른 건강 데이터 전문가들은 IQVIA, UnitedHealth Optum Labs, Symphony Health, IBM 왓슨 헬스 (트루벤 헬스)와 같은 회사들이 "의료 데이터를 판매하여 이익을 얻는 반면, 데이터가 수집된 사람들은 그것이 어떻게 사용되는지에 대한 통제권이 없으며, 보상도 받지 못한다"고 언급했다. 예를 들어, 대형 제약 연구 및 마케팅 기업인 IQVIA는 공개된 10-K 재무 보고서에서 6억 명 이상의 환자 데이터를 보유하고 있다고 언급했다.
다른 언론 보도는 구글이 불법적인 행위를 저지르지 않았지만, 구글이 의도하는 다른 용도에 대한 질문은 여전히 남아 있다고 지적했다. 구글 임원 타리크 샤우카트는 공식 성명에서 데이터가 의사와 간호사에게 치료를 개선하기 위한 도구를 제공하는 데 사용될 것이라고 썼다: "우리는 어센션이 임상 품질 및 환자 안전 개선을 지원하는 데 사용할 수 있는 도구를 제공하는 것을 목표로 합니다." 공식 게시물은 나중에 어센션 환자 데이터가 구글 소비자 데이터와 결합되지 않을 것이라는 점을 명확히 하기 위해 수정되었다: "HIPAA 및 고객과 체결하는 BAA에 따라 환자 데이터는 고객에게 특정한 도구를 제공하는 목적 외에는 다른 용도로 사용될 수 없습니다."

### 페이스북 병원 데이터 프로젝트와 비교
구글이 데이터를 결합하지 않겠다는 공약은 페이스북의 건강 기록 활동과는 대조적이었다.
구글은 건강 데이터를 소비자 데이터와 결합하지 않겠다고 밝혔지만, 페이스북은 해싱된 전자의무기록 데이터를 소비자 데이터와 결합하려고 시도한 것으로 보고되었다. 심장 전문의 프레디 압누시가 이끄는 비밀스러운 페이스북 "빌딩 8" 프로젝트는 "의료 시스템이 환자에 대해 아는 정보(예: 심장병 환자, 50세, 약물 2가지 복용, 올해 병원 방문 3회)와 페이스북이 아는 정보(예: 50세 사용자, 자녀 3명과 결혼, 영어가 주 언어가 아님, 많은 메시지를 보내 커뮤니티와 활발하게 소통함)를 결합"하려고 했다.

### 핏비트 인수와 유럽 위원회
2020년 8월, 구글이 핏비트 인수를 시작하자 유럽 위원회는 핏비트의 건강 추적 하드웨어에서 수집된 데이터의 구글의 잠재적 사용에 대한 조사를 시작했다. 위원회는 경쟁 문제, 핏비트와 구글의 디지털 헬스케어 부문 데이터 결합 효과, 그리고 경쟁사 웨어러블과 구글의 안드로이드 스마트폰 운영 체제 간의 상호 운용성에 대한 잠재적 영향에 대해 우려를 표명했다.

## 경쟁자 및 관련 기업
구글의 모회사인 알파벳 또한 베릴리, 캘리코, 딥마인드와 같은 회사들과 함께 헬스케어 산업에서 활발하게 활동하고 있다. 2020년 7월, 자매 회사인 베릴리는 "대부분 서로 독립적으로" 운영된다고 설명되었지만, 베릴리 최고 경영자 앤드루 콘래드는 두 회사 간의 "경쟁"을 끝내고 더 긴밀하게 협력하기를 원했다고 보도되었다.
2011년 12월 7일, MediConnect Global은 이탈된 구글 헬스 사용자가 개인 건강 기록을 MyMediConnect 계정으로 전송할 수 있도록 하는 유사한 기능을 발표했다.
구글 헬스는 다른 독점 PHR 시스템과 마이크로소프트의 헬스볼트, Dossia, 오픈 소스 Indivo 프로젝트를 포함한 수많은 경쟁사를 가진 개인 건강 기록 (PHR) 서비스였다.
2018년 미국 병원 전자의무기록 (EHR) 시장에서 에픽, 서너, MEDITECH, CSPI (Evident Thrive)가 각각 28%, 26%, 9%, 6%로 시장 점유율 상위를 차지했다. 500개 이상의 병상을 가진 대형 병원의 경우, 2019년 에픽과 서너가 85% 이상의 시장 점유율을 기록했다.

### 마이크로소프트
2011년 7월 18일, 마이크로소프트는 구글 헬스 고객이 개인 건강 정보를 웹 기반 마이크로소프트 헬스볼트 계정으로 전송할 수 있는 도구를 출시했다. 헬스볼트는 미국심장협회, 존슨앤드존슨, 올스크립츠와 파트너십을 맺었다. 2019년 11월, 마이크로소프트 헬스볼트는 종료되었으며, 사용자들은 기록을 Get Real Health와 FollowMyHealth로 이전할 것을 권장받았다.